# Беница
Бе́ница (бел. Бе́ніца) — деревня в Молодечненском районе Минской области Беларуси, на реке Беничанка. Входит в состав Лебедевского сельсовета. На 1990 год население составило 279 человек. Находится в 21 км от Молодечно и в 16 км от железнодорожной станции Пруды; на перекрёстке дорог на Молодечно, Крево, Сморгонь и Засковичи.
Беница — старейшее местечко исторической Ошмянщины, часть Виленщины.

## История

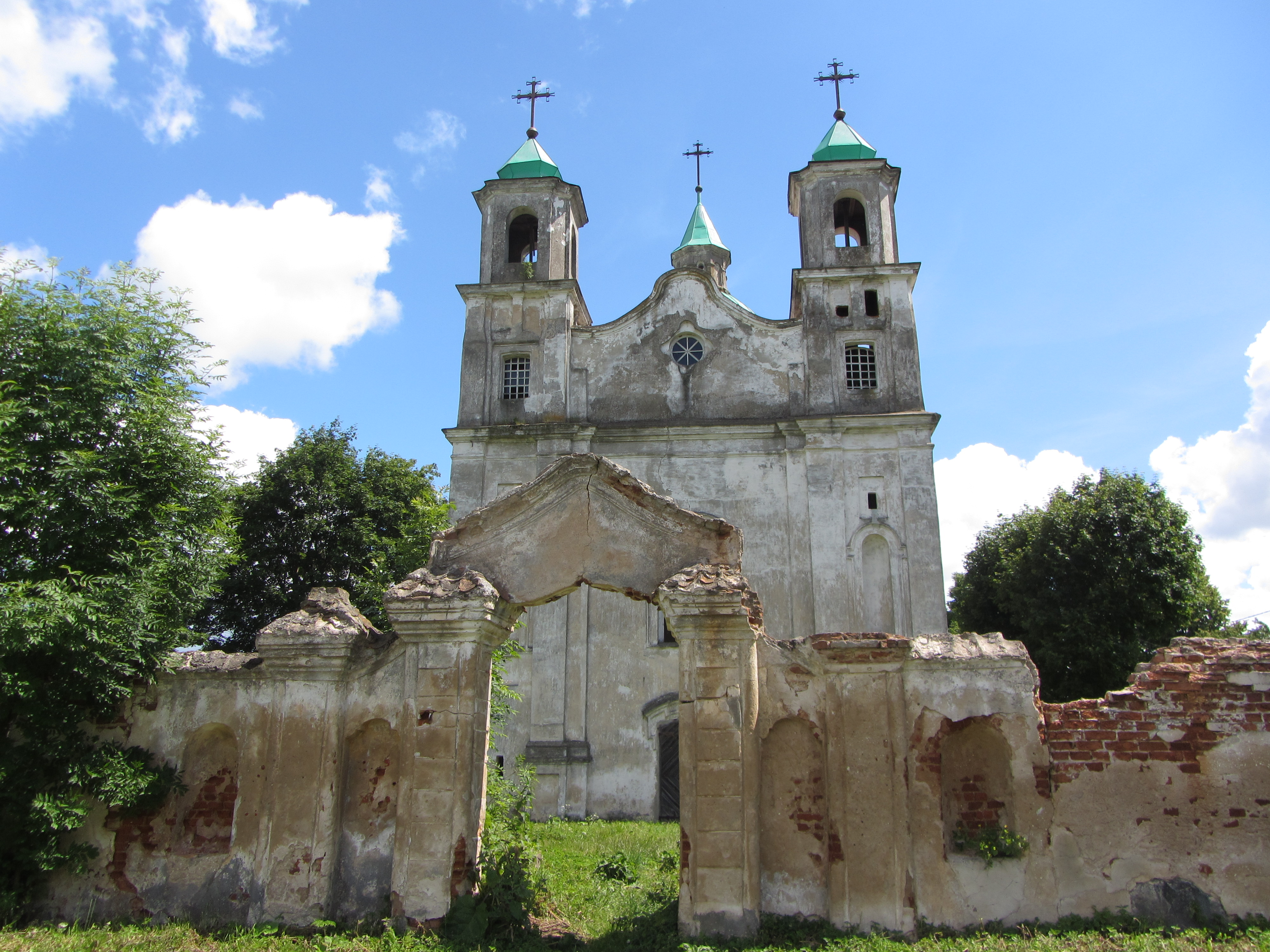
Троицкий костёл с воротами

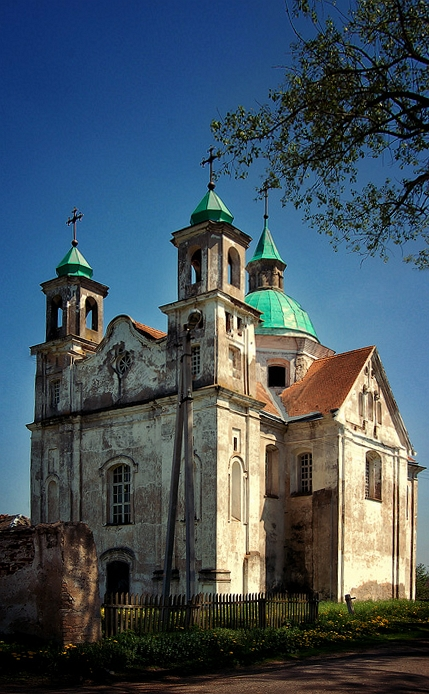
Костёл Пресвятой Троицы

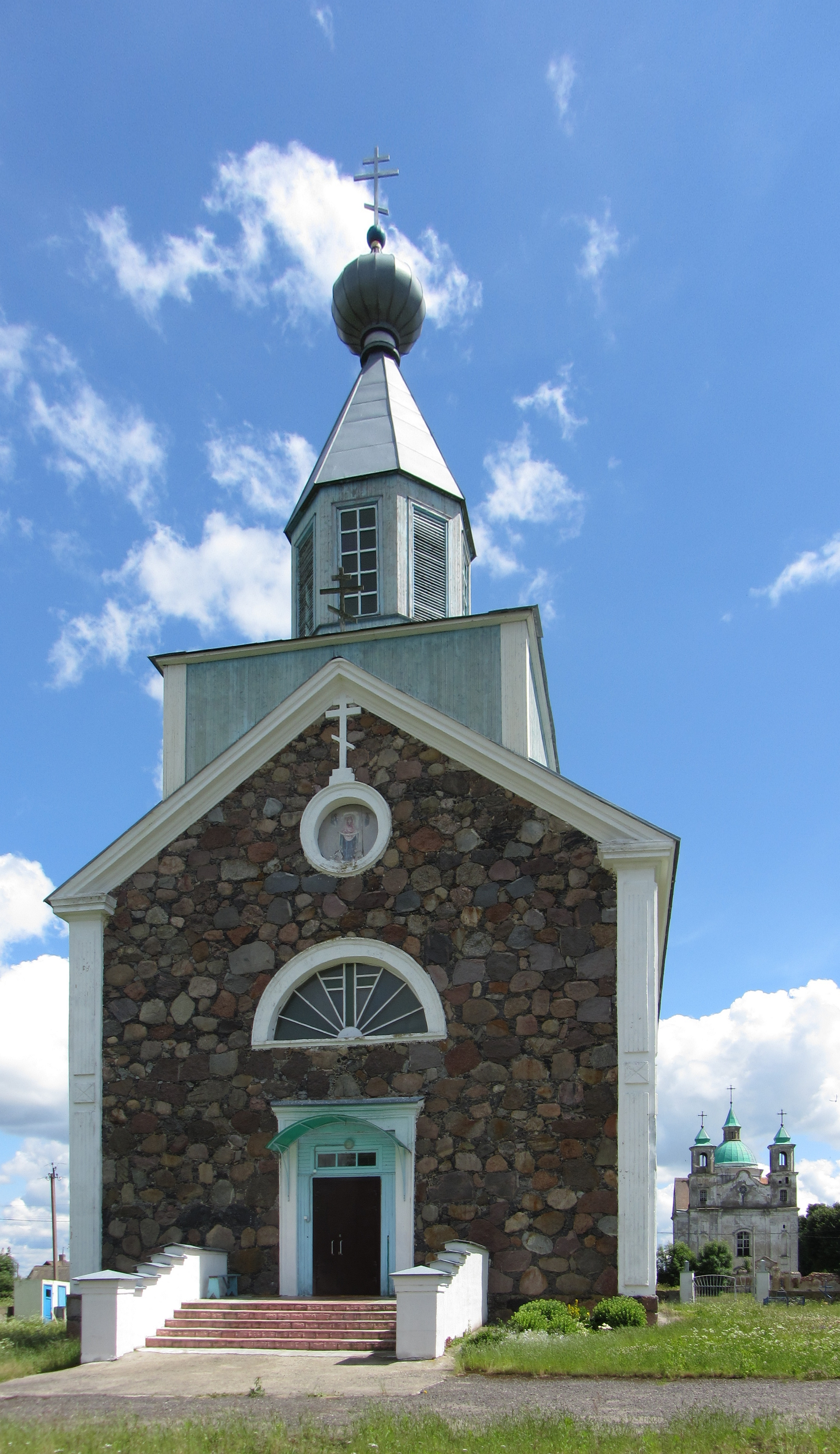
Церковь Покрова Пресвятой Богородицы и Костёл Пресвятой Троицы

Первое письменное упоминание о Бенице как селе Марковской волости Виленского воеводства Великого княжества литовского датируется XV веком. В 1554 году местность находилась во владении рода Остроухов, в 1576 году перешла к Воловичу. Согласно административно-территориальной реформы 1565—1566 годов село и одноимённое поместье вошли в состав Ошмянского повета.
С 1634 года Беница находилась во владении рода Коцеллов. При дворе собственников имения жил и работал философ Мотвил, существовали библиотека, архив, художественная галерея, парк, сад, пруды с каналами. В 1701 году Михаил Казимир Коцелл, который был витебским комендантом, построил в местечке костёл и монастырь бернардинцев. Как свидетельствует легенда, в 1700 году пан Коцелл ехал со своей семьёй из Беницы в Ошмяны. И так случилось, что лошади унесли барскую коляску, в которой была только маленькая дочь Коцеллов. Повозка могла перевернуться, и дочь погибла бы. Шляхтич успел только стать на колени и попросить помощи у Матери Божьей. И тут же лошади, которые бежали, как сумасшедшие, мгновенно остановились. Благодаря за чудо, пан Коцелл дал клятву построить на этом месте храм, и через год сдержал своё слово.
Костёл Святой Троицы, построенный в 1704 году в стиле барокко, передали монахам-бернардинцам. Монахи устроили рядом с костёлом двухэтажный монастырь, при котором работала школа. После постройки костёла Беница стала основной резиденцией Коцеллов, они построили здесь усадебный дворец, оранжерею, основали сад, парк с системой прудов и каналов. Архитектор Карло Спампани, который строил дворец, был специально приглашён Коцеллами из Италии.
В результате второго раздела Речи Посполитой 1793 года Беница оказалась в составе Российской империи, где стала центром волости Ошмянского повета. В Войну 1812 года здесь останавливался Наполеон, убегая из Москвы. Зал во дворце, где он жил, превратили в мемориальную. Кроме того, в разные времена в городке останавливались Михаил Огинский, Томаш Зан, Ян Ходзько, Станислав Монюшко, Дмоховский, Наполеон Орда, Контский, Пузина, Владислав Сырокомля, Франциск Богушевич.
В 1813 году от бездетного Михаила Коцелла Беница перешла к его племяннице, которая была замужем за Казимиром Швыковским. При подавлении освободительного восстания 1830—1831 годов российские власти закрыли монастырь бернардинцев, а костёл в 1854 году насильно переделали в церковь. В 1864 году рядом с костёлом была построена Свято‑Покровская церковь. Церковь была построена за счёт помещика Швыковского в «псевдорусском» архитектурном стиле. В 1886 году в местечке построили ещё одну церковь.
В Первую мировую войну Беница находилась в прифронтовой зоне. В сентябре 1915 года Беница оказалась под кайзеровской властью. Согласно Брестскому миру от 3 марта 1918 года Беница вошла в состав Германской империи. Немецкая власть занималась в основном военными вопросами, в то время как промышленность, торговля, просвещение, образование, культурная жизнь и гражданское попечительство были отданы под контроль народного секретариата Белорусской Народной Республики, провозглашенной 25 марта 1918 года, благодаря чему в Бенице появилась белорусская школа с белорусским языком обучения.
В декабре 1919 года с отступлением немецких войск Беница была занята Красной армией, но на землю Беларуси претендовала также и возрождённая Польша, в начале июля 1919 года польские войска захватили Беницу. В июле 1920 года, во время советско-польской войны, войска большевиков пошли в наступление.
12 июля 1920 года правительство Советской России, признав независимость Литвы, передало ей в обмен на нейтралитет в советско-польском конфликте Виленский край с Вильнюсом, а также Гродно, Лиду, Сморгонь, Ошмяны, Нарочь, Браславские озёра и Беницу. 14 июля Красная Армия занимает Вильнюс, а в сентябре передаёт его литовцам. В ходе контрнаступлений в августе-сентябре 1920 года, после битвы на Висле, польские войска отвоевали 12 белорусских поветов в Советской Беларуси, а также Гродно, Лиду, Швянчёнис у Литвы. Виленский край с Беницей оставался в составе Литвы, хотя этнические литовцы составляли здесь по разным подсчётам от 5 % до 18 % (в самой Бенице их почти не было). Грубое покорение края польскими войсками вызвало бы острый протест со стороны Европы и Лиги Наций, поэтому захват Вильнюса и Виленского края должен был выглядеть как обычный «бунт». Роль «смутьянов» отводилась Литовско-белорусской дивизии под командованием Люциана Желиговского. Дивизия Желиговского состояла на 90 % из солдат-уроженцев Беларуси, а значительная часть их, в свою очередь, происходила из Виленского края, в том числе и из Беницы. В начале октября 1920 года войска Желиговского освободили Беницу. В соответствии с декретом № 1 от 12 октября 1920 года главнокомандующего войсками генерала Желиговского Беница оказалась в составе нового белорусско-польского государства Срединная Литва.
Желиговский в призыве 9 октября 1920 года гласил, что его цель — созыв в Вильнюсе представителей края для выражения истинной воли населения. Однако первоначально назначенные на 9 января 1921 года выборы были отложены. 28 октября 1921 года была назначена новая дата выборов во Временный Сейм Срединной Литвы — 8 января 1922 года. К участию допускались постоянные жители Срединной Литвы и уроженцы её территории. Среди 12 избирательных округов 3 находились на территории Польши (Лида, Василишки, Браслав) и 2 на территории Литвы (Ширвинты, Высокий Двор).
С января 1921 антипольские силы вели подготовку к вооружённому восстанию, которое имело целью помешать присоединению Виленщины к Польше, однако польская дефензива раскрыла подполье.
В 1922 году Беница вошла в состав Польши, где стала центром гмины Ошмянского повета Виленского воеводства. 1 апреля 1927 года вступило в силу распоряжение Совета Министров об образовании Молодечненского повета с центром в Молодечно. В состав Молодечненского повета из Ошмянского уезда была передана и гмина Беницы. Во время пребывания в составе Польши, в Бенице было налажено производство, существовала своя пивоварня и кожаный завод.
В 1939 году Беница вошла в БССР, где 12 октября 1940 года стала центром сельсовета (существовал до 11 сентября 1959 года), в составе Молодечненского района Вилейской области. В 1948 году советские власти закрыли костёл и церковь и превратили их в склады, семейный склеп Коцеллов и Швыковских был разграблен, в результате чего кости бывших хозяев просто свалили в кучу, разбили гробы, а надгробные плиты выбросили на улицу, а в 1987 году — уничтожили стены дворца Коцеллов. По состоянию на 1990 год в деревне было 123 двора.

Старые графические изображения местечка
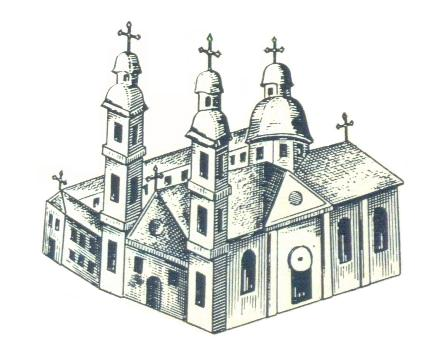
Монастырь бернардинцев с пиктографической карты, XVIII век
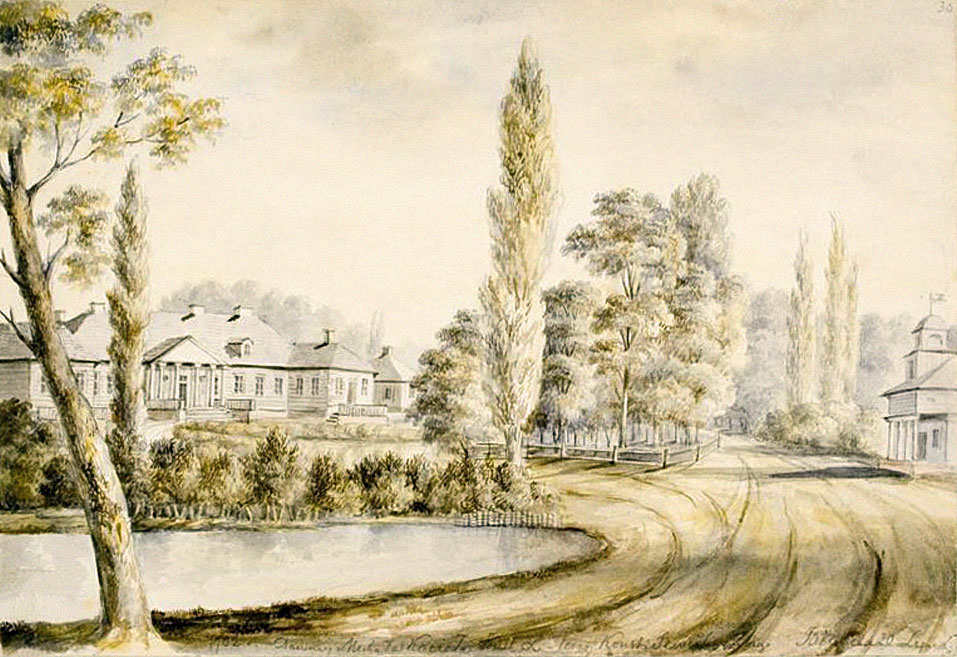
Усадьба. Наполеон Орда, XIX век
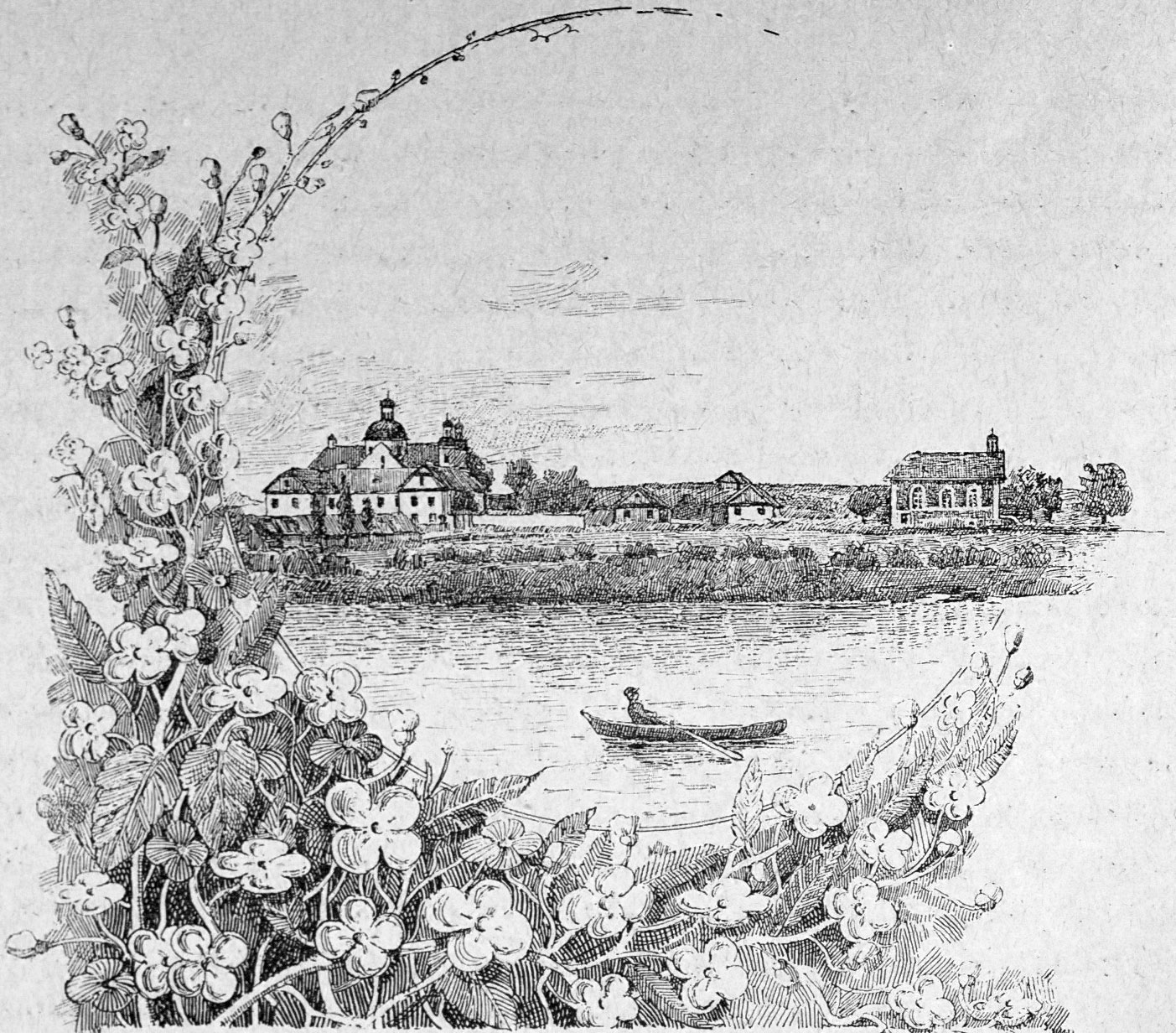
Панорама
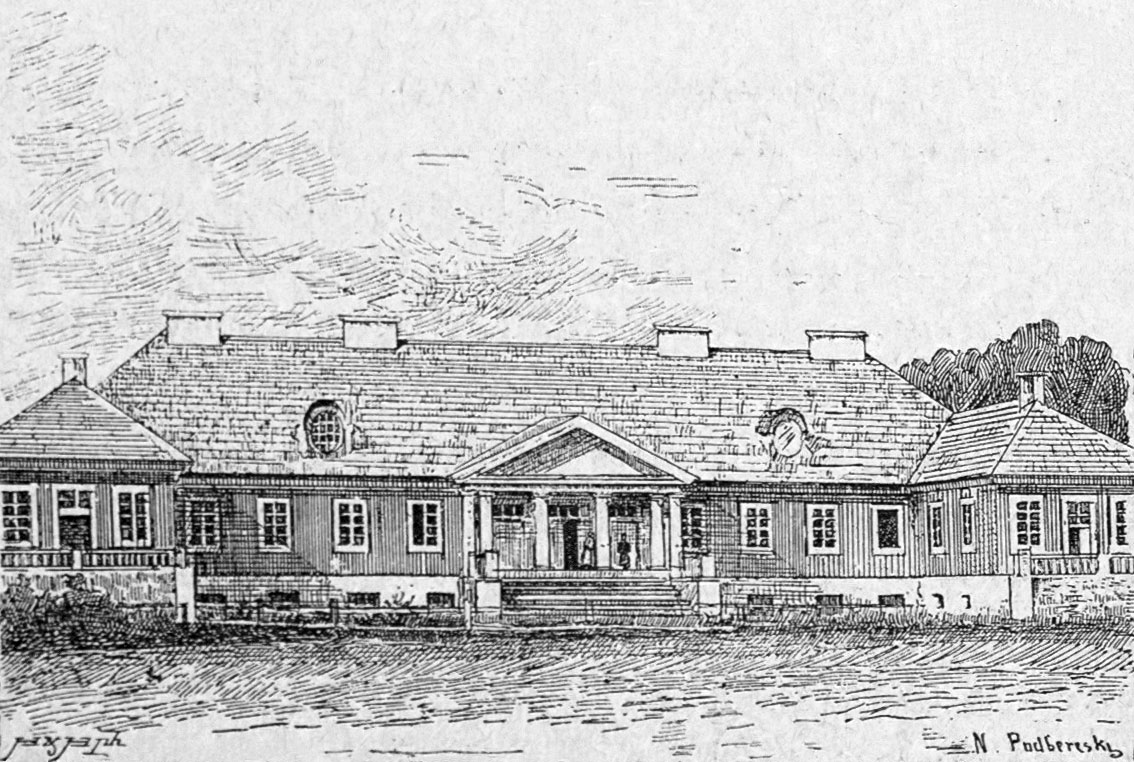
Дворец

## Население
- 1880 год — 172 человек[3]
- 1990 год — 279 человек

## Инфраструктура
Магазин, амбулатория, начальная школа, больница, библиотека, почта.

## Достопримечательности

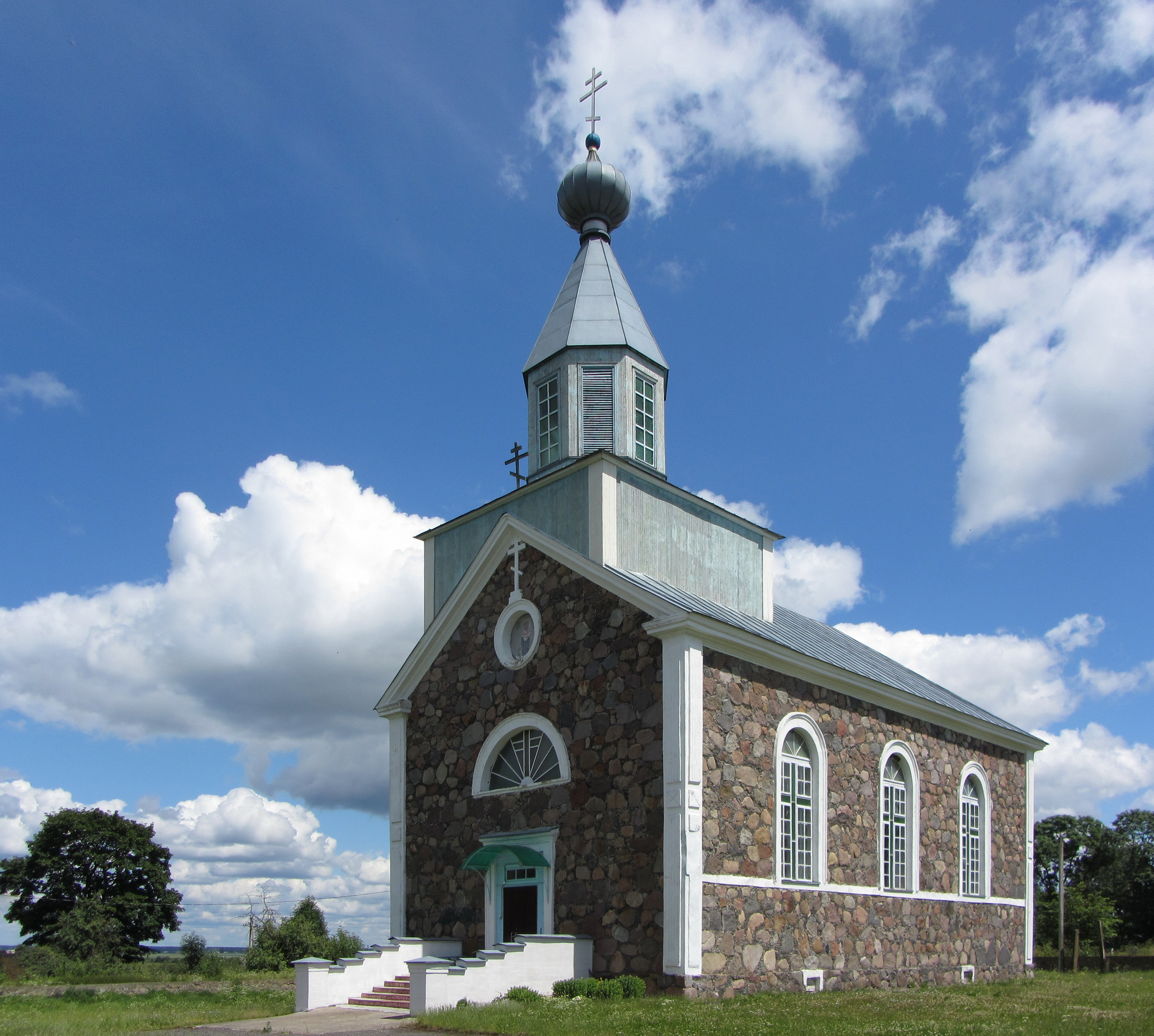
Церковь Покрова Пресвятой Богородицы

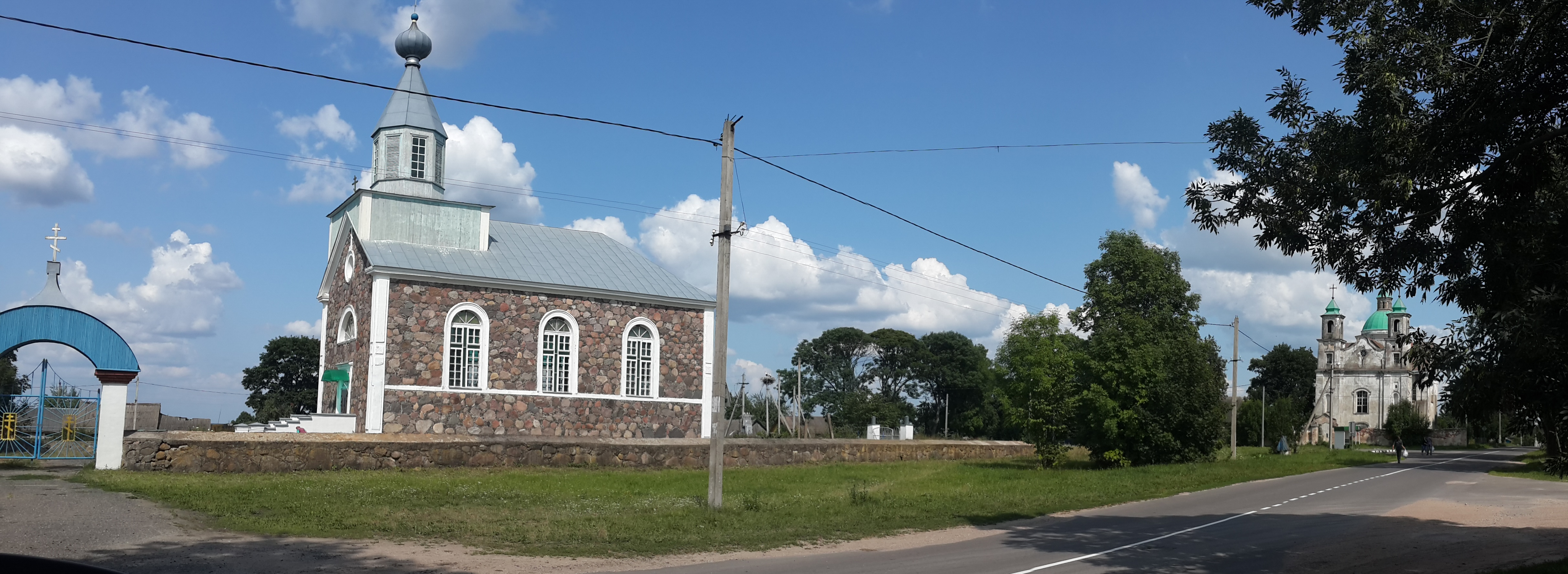
Панорама

- Церковь Покрова Пресвятой БогородицыКостёл Пресвятой Троицы, с брамой и воротами (1701—1704) —  Историко-культурная ценность Республики Беларусь, шифр 612Г000297.
- ПанорамаЦерковь Покрова Пресвятой Богородицы (1886).

### Утраченное наследие
- Усадебно-парковый комплекс Коцеллов (XVIII век).